# Karanovo (site)
Karanovo is een archeologische site en nederzettingsheuvel nabij het dorp Karanovo in het westelijke deel van de Thracische Vlakte, 10 km ten westen van Nova Zagora. De heuvel werd 4000 jaar lang min of meer continu bewoond, vanaf het begin van het zesde millennium (neolithicum) tot het vroege tweede millennium v.Chr. (vroege bronstijd).
Het gaf zijn naam aan een aantal elkaar opvolgende archeologische culturen uit de nieuwe steentijd en kopertijd in Bulgarije en omstreken.

## Nederzettingsheuvel
De nederzettingsheuvel van Karanovo is een van de oudste en grootste van Bulgarije en Europa. Ze beslaat een oppervlakte van 24.000 m², met een hoogte van 13 m en een oppervlakte van 250 × 150 m. De heuvel ligt in het noordwestelijke deel van het dorp Karanovo, 10 km ten westen van Nova Zagora en 5 kilometer ten noorden van de weg Stara Zagora - Nova Zagora (de snelweg A1).
De heuvel is gelegen aan de voet van de Sarnena Sredna Gora (Bulg. Сърнена Средна гора), het oostelijke deel van de Sredna Gora. Ten zuiden liggen de vruchtbare zwarte aarde-vlaktes van Nova Zagora. In dit gebied bevindt zich het grootste aantal nederzettingsheuvels van Bulgarije.

## Stratigrafie en chronologie
Op basis van de vastgestelde archeologische stratigrafie werd een chronologisch systeem vastgesteld dat als standaard voor de synchronisatie der prehistorische culturen in de oostelijke Balkan dient. Een vergelijkbare functie voor het centrale Balkangebied vervult de heuvel van Vinča bij Belgrado.
In totaal kunnen in de nederzettingsheuvel zeven elementaire horizonten (Karanovo I-VII) onderscheiden worden. Tussen Karanovo I tot IV (neolithicum) is een geleidelijke opvolging. Vanaf Karanovo V en het begin van de kopertijd is er duidelijk sprake van nieuwe invloeden uit het noorden, dit is ook wel de Boiancultuur. Karanovo VI is ook wel de Gumelnițacultuur, een complex dat zich uitstrekte van de Egeïsche Zee tot het huidige zuidwesten van Oekraïne. Na een hiaat, waarbij de nederzetting blijkbaar verlaten werd, behoort Karanovo VII al tot de bronstijd.

### Neolithicum

Neolithisch Karanovo

- Karanovo I en II omvatten de vroege neolithische fasen (ca. 6200-5500 v. Chr.) De diepste laag bevat rechthoekige huizen met ovens en aardewerk met witte decoraties op een rode achtergrond. Het karakteristieke aardewerk bestaat uit tulpvormige bekers met een holle voet, zowel als bolvormige vaten met cilindrische hals en touwvormige handvatten en halfbolvormige borden. Het oppervlak van de aardewerk is rood tot bruin. De decoratie bestaat uit schaakbordpatronen en bandvormige ornamenten die met netvormige decoraties gevuld zijn. Ook komen naar beneden gerichte driehoeken als decoratie voor.
- Karanovo III omvat het midden-neolithicum (vanaf 5500 v. Chr.). Kenmerkend zijn het zwarte en grijze aardewerk, vaten met vier poten, en waterkruiken met dikke wanden die loodrecht op de bodem staan.
- Karanovo IV omvat het laat-neolithicum (tot ca. 4950 v. Chr.)

### Kopertijd
In de kopertijd waren er een toenemend invloeden uit het noorden, te herleiden naar de Cucutenicultuur en steppeculturen zoals de jamnacultuur. Volgens de koerganhypothese worden deze geïnterpreteerd als Indo-Europees.
- Karanovo V omvat de vroege kopertijd (ca. 4950-4500 v. Chr.) met grijs aardewerk met ingekerfde versieringen, opgevuld met witte pasta. Ze wordt geassocieerd met de Boiancultuur in Roemenië.
- Karanovo VI omvat de late kopertijd (ca. 4500-4000 v. Chr.). Onder invloed van de noordelijke culturen ontwikkelt zich een nieuw archeologisch complex, naar een Roemeense vindplaats Gumelnițacultuur genaamd. Huizen met ovens en graanschuren werden gevonden, en met grafiet gedecoreerd aardewerk.

### Hiaat
Tussen het einde van de kopertijd en het begin van de bronstijd is er een groot hiaat tussen de cultuurlagen. De oorzaak hiervan is niet zeker.
Volgens een theorie werden de plaatselijke bevolking en hun cultuur volledig vernietigd door binnenvallende ruitervolken uit het noorden. Dit is gebaseerd op de opgraving van de necropolis van Varna uit de late kopertijd (4600 - 4200 v.Chr.) Hier werd een grote hoeveelheid gouden voorwerpen gevonden; het oudst bekende door mensen bewerkte goud. De graven laten grote verschillen zien, een bewijs voor sociale stratificatie waarbij een klein aantal personen in rijkdom verkeerde.

### Bronstijd
- Karanovo VII behoort tot de vroege bronstijd. Typerend zijn huizen met apsiden zowel als zwart en bruin aardewerk met touwversieringen. Naar een andere vindplaats in Bulgarije is dat daar de Ezerocultuur (ca. 3300—2700 v. Chr.).